# Billy i Bobby Mauch
William John Mauch (ur. 6 lipca 1921, zm. 29 września 2006) znany jako Billy oraz jego brat bliźniak Robert Joseph Mauch (ur. 6 lipca 1921, zm. 15 października 2007) znany jako Bobby byli aktorami dziecięcymi w latach 30. XX wieku. W roku 1937 zagrali główne role w filmie Książę i żebrak, zrealizowanym na podstawie powieści Marka Twaina.

## Filmografia
Billy Mauch
- 1936: Anthony Adverse (film)(inne języki) – jako Anthony Adverse w wieku 10 lat
- 1936: Biały anioł(inne języki) (The White Angel) jako Tommy „Tom”, dobosz
- 1937: Penrod and Sam(inne języki) – jako Penrod Schofield
- 1937: Książę i żebrak (The Prince and the Pauper) jako Tom Canty
- 1938: Penrod and His Twin Brother – jako Penrod Schofield
- 1938: Penrod’s Double Trouble – jako Penrod Schofield
- 1948: Ulica bez nazwy(inne języki) (The Street with No Name) jako Mutt
- 1949: Oskarżona(inne języki) (The Accused) jako Harry Brice
- 1951: Bedtime for Bonzo(inne języki) – jako student
- 1951: Ludzie będą gadać(inne języki) (People Will Talk) jako student

Bobby Mauch
- 1937: Książę i żebrak – jako książę Edward Tudor
- 1938: Breakdowns of 1938
- 1938: Penrod and His Twin Brother – jako Danny
- 1938: Penrod’s Double Trouble – jako Danny